# Wikinger Museum Haithabu
A Wikinger Museum Haithabu a kora középkori viking kereskedőváros emlékeit bemutató múzeum Németország Schleswig-Holstein tartományában, Schleswig városa mellett.

## Története
Haithabu, dán nevén Hedeby Észak-Európa legfontosabb kereskedővárosa volt a 800-as évek elejétől 1066-os pusztulásáig. Helyére többé nem építkeztek, szerepét a közeli Schleswig városa vette át. A föld felszíne felett csak a 24 hektáros területet félkör alakban körülvevő sánc maradványai látszottak, amit ugyancsak földből emelt fal kötött össze a Danevirke sáncrendszerével. A 19. századig ezt a félkörös területet csak egy katonai tábor maradványainak tartották, ami a Danevirke védői elhelyezésére szolgálhatott.
1897-ben vetette fel Sophus Müller dán régész, hogy ez a hely lehetett a középkori írott forrásokból ismert Hedeby. Már a Johanna Mestorf kieli archeológus által vezetett első, 1900-as ásatások fényesen bizonyították ezt a feltevést. 1915-ig minden évben folytatták a kutatásokat a kieli régészeti múzeum szakemberei, majd 1930-39 között újabb szervezett kutatásokra került sor.
A város elhagyása óta a tengervíz relatív magassága a térségben egy méterrel emelkedett, ezért a Haddebyer Noor öböl korabeli partvonala a  kikötő nagy részével víz alá került. 1979-80-ban jelentős költségekkel, a kor legmagasabb tudományos-technikai színvonalán, tenger alatti régészeti kutatásokat végeztek a kikötő vizében. Bár e munka eredményeképpen is csak a kikötő területének 1%-át vizsgálták át alaposan, így is ez lett a legjobban megkutatott kora középkori kikötő Németországban. A város szárazföldi részének 5%-a vált alapos kutatás tárgyává. Az eredményeket illusztrálja, hogy csak 1966-89 között és csak a szárazulaton folytatott kutatások eredményeképpen több mint egy millió leletet regisztráltak.
A leletek konzerválása, tudományos feldolgozása után ezekre alapozva jött létre és nyílt meg 1985-ben a Wikinger Museum Haithabu a korabeli város területének szélén. A múzeumot 2010-ben modernizálták, új állandó kiállítást hoztak létre, ahol a látogatók a muzeológia legújabb vívmányai segítségével ismerkedhetnek meg a viking kor emlékeivel, a kora középkori kereskedőváros életével.

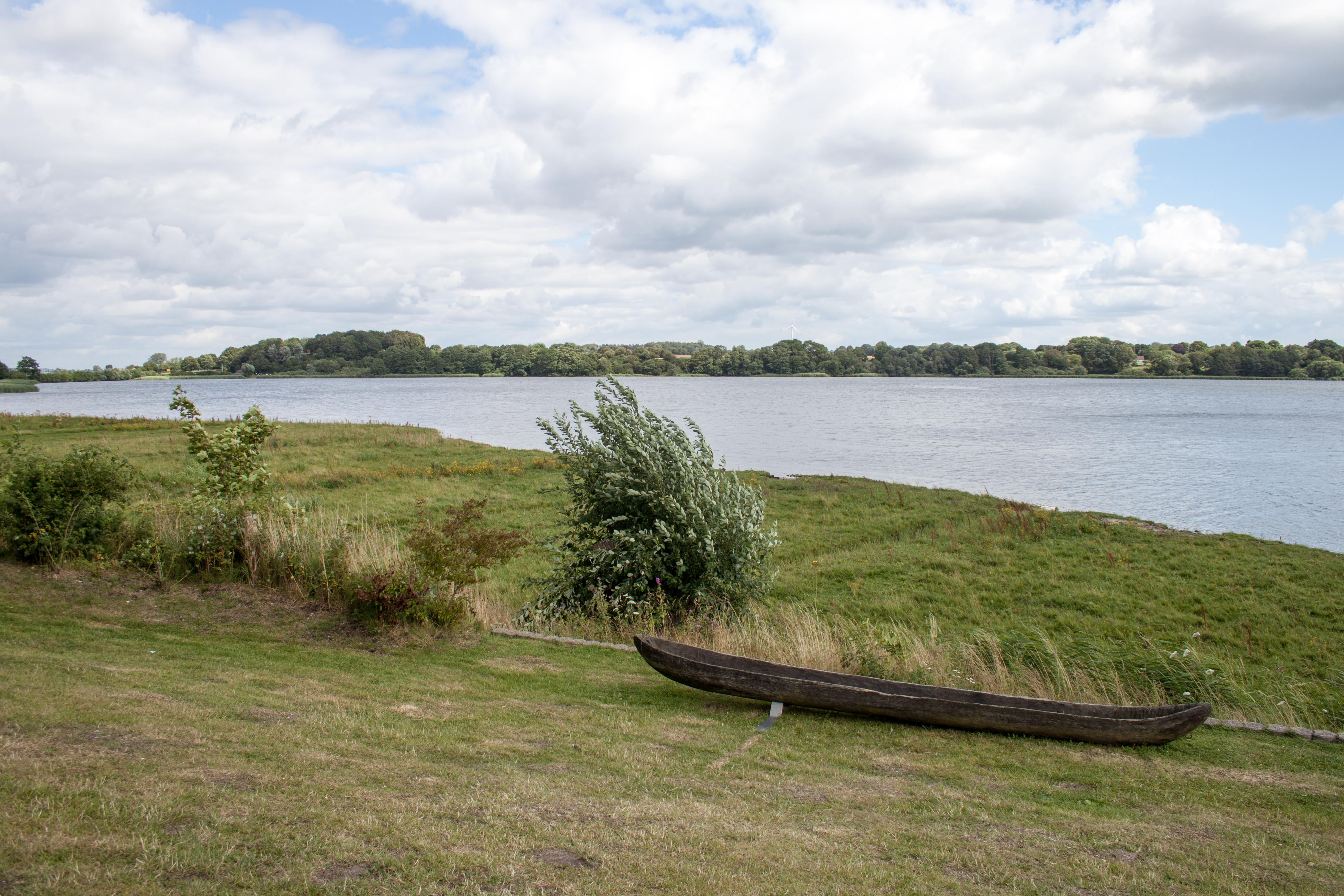
Viking csónak másolata a múzeum előterében az öböl partján
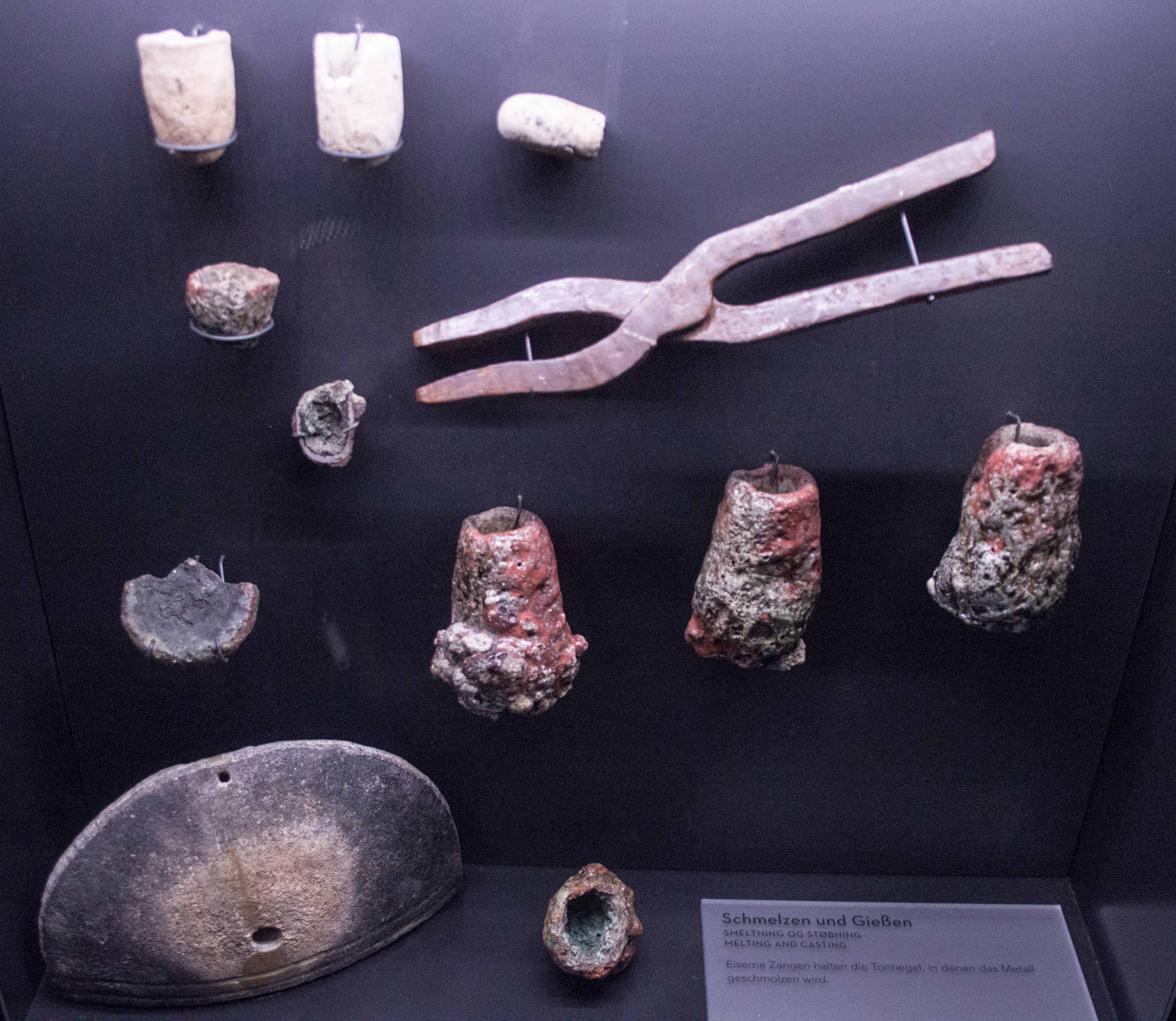
Viking leletek, szerszámok, öntőformák
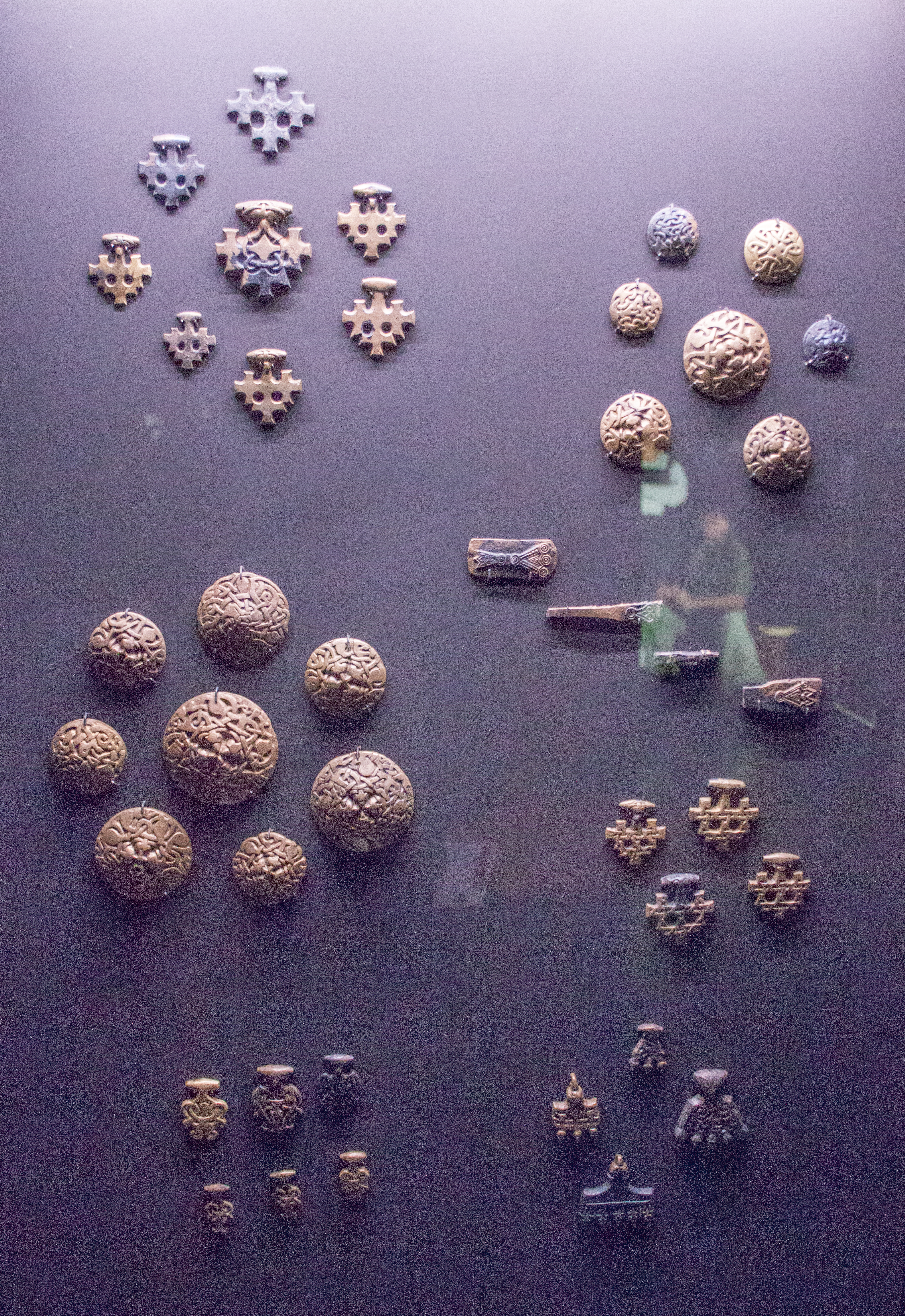
Kincslelet a kikötő vize alól
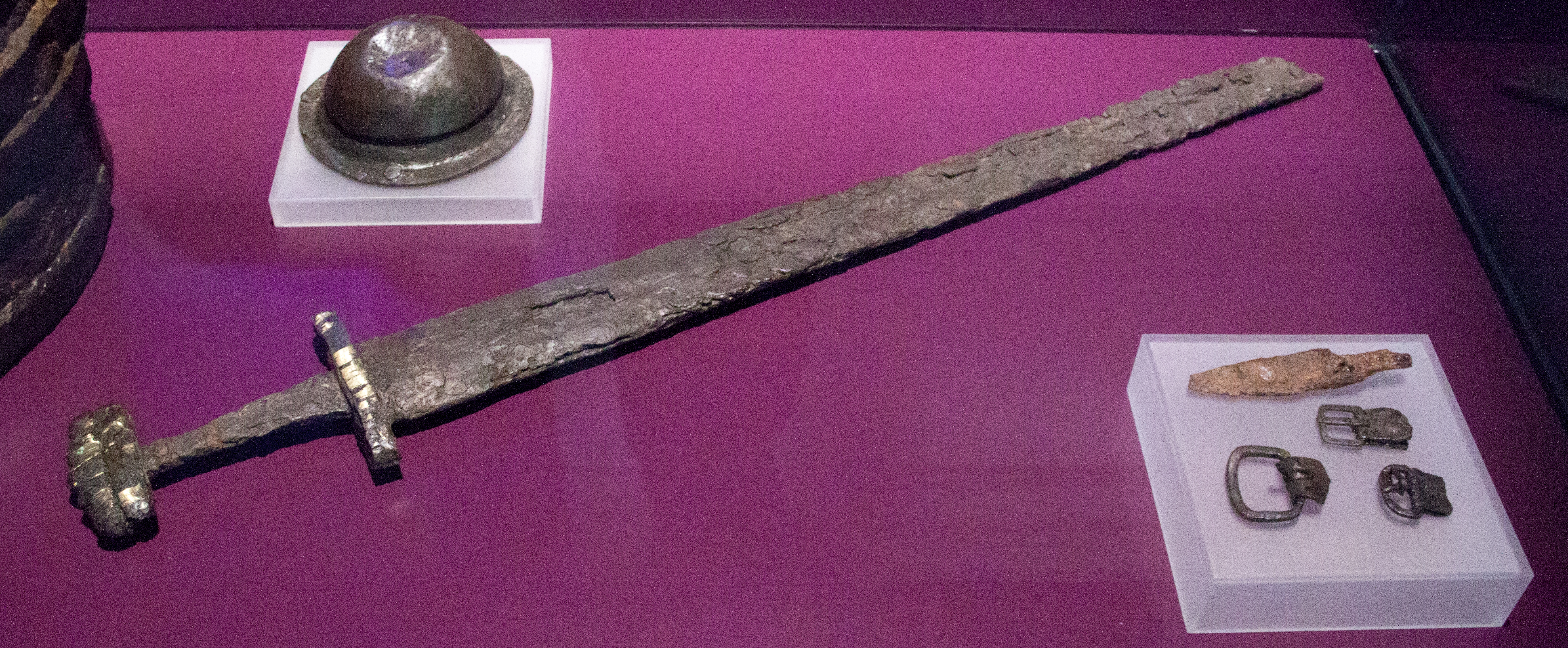
Viking kard, lószerszámok
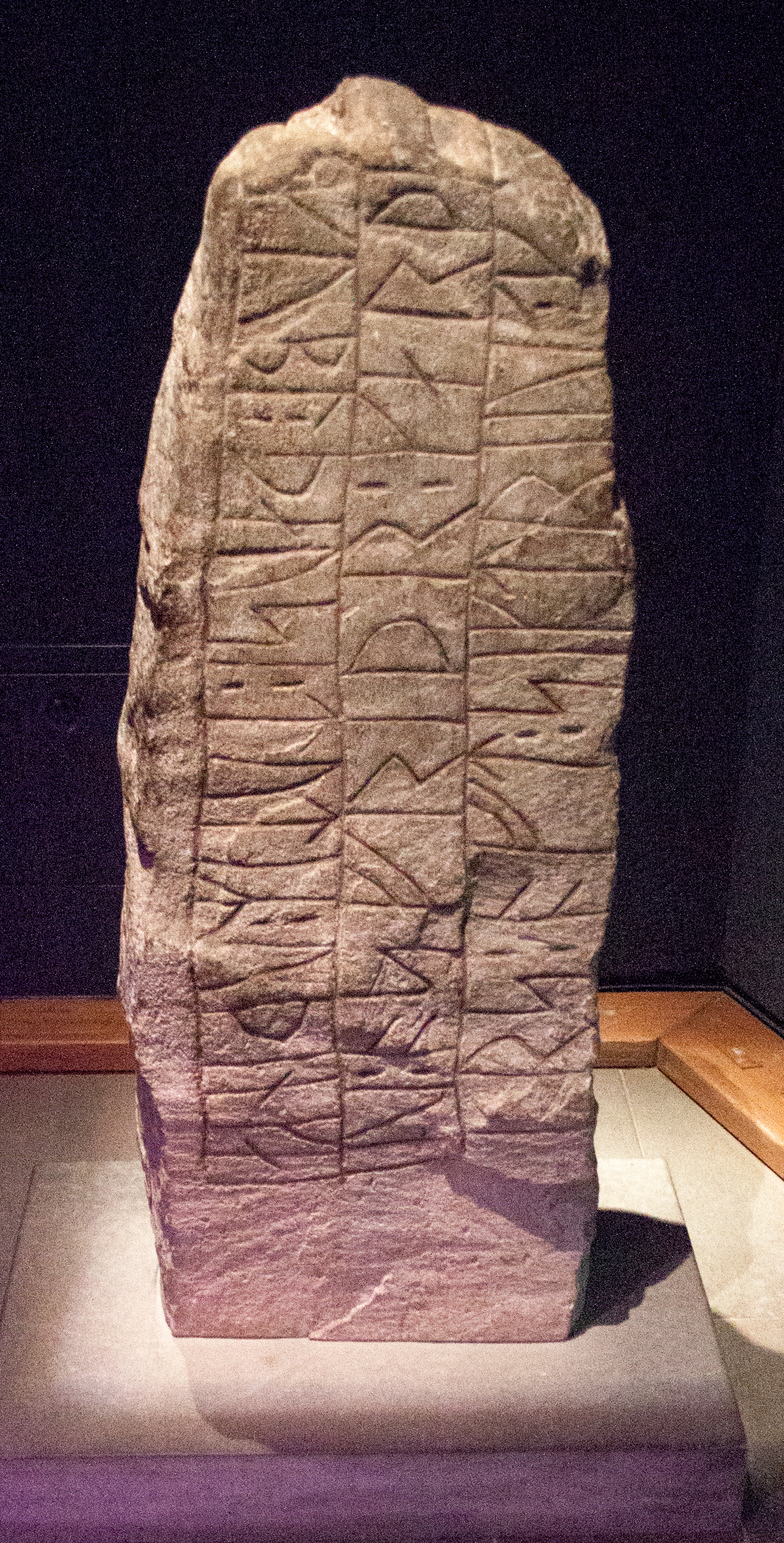
Az úgynevezett kis Sigtrygg rúnakő
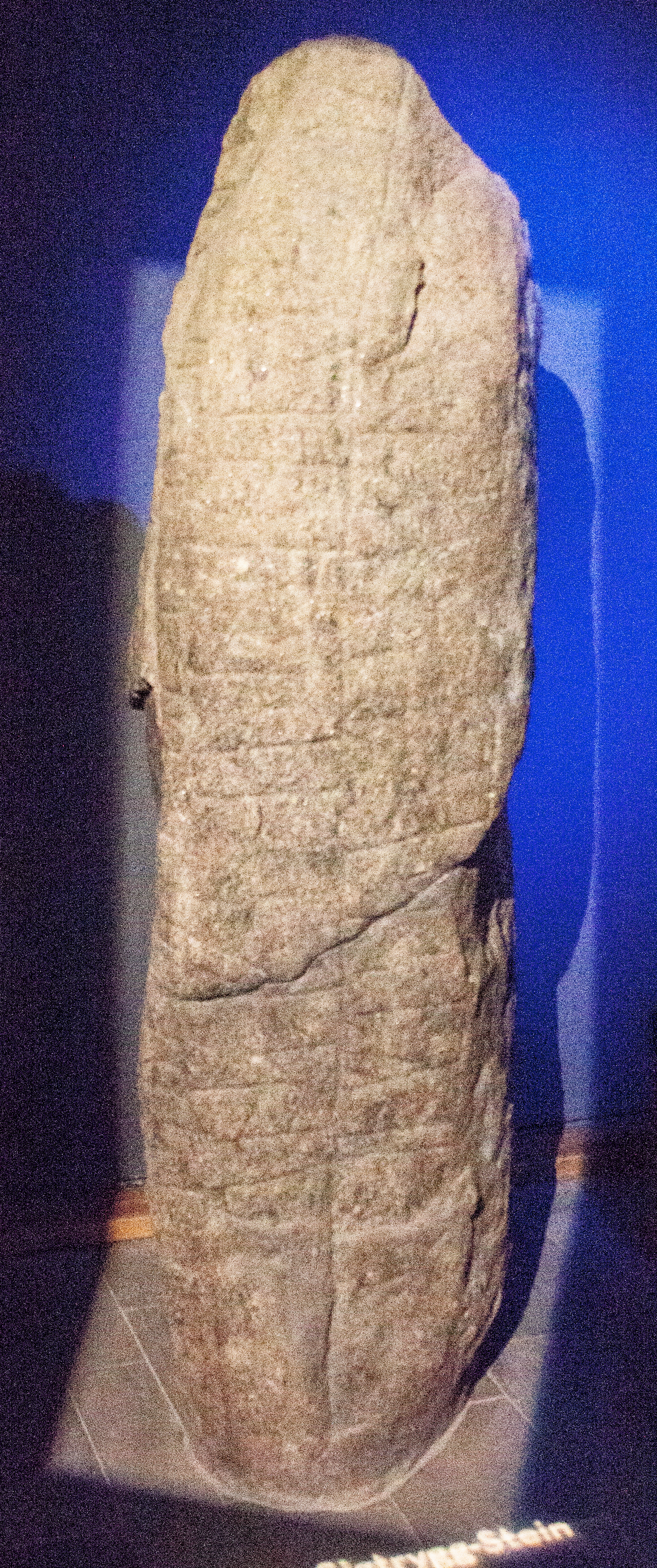
A nagy Sigtrygg kő